# Massacre del Remembrance Day
La Massacre del Remebrance Day va ser un atac de l'IRA Provisional a la ciutat d'Enniskillen, Comtat de Fermanagh. L'atemptat va tenir lloc el 8 de novembre de 1987, durant les celebracions del Remembrance Day, en el qual es recorda als caiguts durant la Primera i la Segona Guerra Mundial.
Onze persones van morir en l'atemptat, deu civils i un membre del RUC en la reserva. La xifra va augmentar quan una de les víctimes va morir després de tretze anys en coma.
L'IRA va justificar aquesta massacre argumentant que estava dirigida contra els banderers de l'exèrcit britànic presents en la desfilada. No obstant això, aquesta justificació va ser totalment insuficient i l'IRA es va mostrar davant els protestants i els propis republicans com un grup sectari, i va marcar un punt d'inflexió en el començament del procés de pau.
Durant el Remembrance Day de 1997, Gerry Adams, del Sinn Féin, va demanar disculpes per l'atemptat.